# Bożenica
Bożenica [pronunciación en polaco: /bɔʐɛˈnit͡sa/] es un pueblo en el distrito administrativo de Gmina Łomża, dentro del Distrito de Łomża, Voivodato de Podlaquia, en el noreste de Polonia. Se encuentra aproximadamente 8 kilómetros al noroeste de Łomża y 80 kilómetros al oeste de la capital regional, Białystok.